# Осієк (аеропорт)
Аеропо́рт О́сієк (хорв. Zračna luka Osijek, (IATA: OSI, ICAO: LDOS)) — цивільний аеропорт у Хорватії, розташований за 20 км на південний схід від міста Осієк, біля села Кліса.
Історично аеропорт використовувався, головним чином, як вантажний. Після закінчення громадянської війни, центральні і місцеві влади здійснили ряд інвестицій в сам аеропорт і транспортну інфраструктуру, яка дала змогу пов'язати аеропорт якісними дорогами з Осієк і вантажним річковим портом на Драві. Зріс і пасажиропотік.
Крім основної діяльності (обробка пасажирів, вантажів, пошти та інше), аеропорт Осієк пропонує магазини, ресторани і медичні послуги, повітряні таксі і т. д.

## Авіалінії та напрямки на квітень 2017
| Авіакомпанія                       | Пункт призначення                           |
| ---------------------------------- | ------------------------------------------- |
| Croatia Airlines                   | Сезонний: Дубровник, Спліт                  |
| Eurowings                          | Штутгарт (з 7 травня 2017)                  |
| Trade Air operated by AIS Airlines | Дубровник, Пула, Рієка, Спліт, Загреб (PSO) |
| Wizz Air                           | Базель-Мюлуз-Фрайбург (з 19 травня 2017)    |

## Другий аеропорт
Існує також вторинний аеропорт, який використовується виключно для спорту і для приватних цілей (Sportsko Poslovna Zračna luka Osijek). Він також використовується для виставок. Коли Папа Іван Павло II відвідав Хорватію, це було місце, де була проведена служба. Крім того, тут проводиться щорічне автомобіль-шоу.

## Статистика
| Рік     | Пасажирообіг    | Вантажжобіг  |
| ------- | --------------- | ------------ |
| 1980–90 | 33,000 per year | N/A          |
| 2007    | 2,824           | 270,572      |
| 2008    | 14,883          | 173,050      |
| 2009    | 34,912          | est. 180,000 |
| 2010    | 20,824          | est. 190,000 |
| 2011    | 21,903          | est. 250,000 |
| 2012    | 2,164           | est. 180.000 |
| 2013    | 3,404           |              |
| 2014    | 26,768          |              |
| 2015    | 28,651          |              |
| 2016    | 30,605          |              |